# Nicola Vaccai

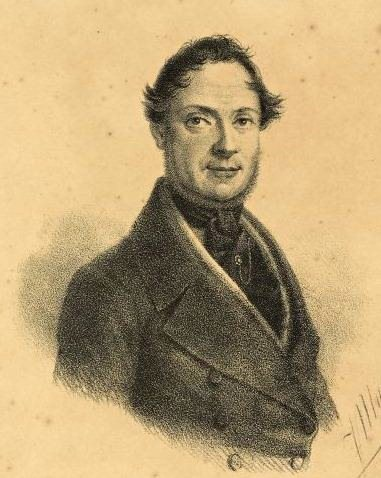
Nicola Vaccai

Nicola Vaccai (auch: Vaccaj) (* 15. März 1790 in Tolentino bei Ancona; † 5. August 1848 in Pesaro) war ein italienischer Sänger (Tenor), Komponist und Gesangspädagoge. Zu seinen Lebzeiten zählte er zu den einflussreichsten Komponisten des italienischen Belcanto. Heute ist er vor allem durch seine Praktische Schule des italienischen Gesangs bekannt.

## Leben
Vaccai bildete sich in Neapel unter Paisiello zum dramatischen Komponisten aus und hatte als solcher großen Erfolg, besonders mit seiner Oper Giulietta e Romeo (1825), deren dritter Akt als so wirksam galt, dass man ihn teilweise dem von Vincenzo Bellinis I Capuleti e i Montecchi (1830) vorzog.
Von 1829 an wirkte Vaccai mehrere Jahre in Paris und London als Gesangslehrer, bevor er 1838 den Posten eines ersten Kompositionslehrers am Mailänder Konservatorium übernahm, den er bis zu seinem Tod bekleidete. Er starb am 5. August 1848 in Pesaro.
Neben seinen zahlreichen Opern und Kirchenkompositionen erwarb er sich ein bleibendes Verdienst durch zwei Studienwerke für den Gesangsunterricht: Metodo pratico di canto italiano per camera und Dodici ariette per camera, per l'insegnamento del belcanto italiano.

## Metodo pratico di canto italiano
Vaccais Praktische Schule des italienischen Gesangs (Metodo pratico di canto italiano) erschien 1832 in italienischer Sprache. Sie wendet sich sowohl an den singenden Dilettanten als auch an den professionellen Sänger. Es war die Absicht des Autors, dem Gesangsstudenten eine Sammlung von Grundübungen an die Hand zu geben, die nicht auf der mechanischen Wiederholung von Solfeggien und Vokalisen beruht. Auf diese Weise sollte das Studium des Gesangs sich „kurzweilig, unterhaltend und nützlich“ gestalten. Als Textgrundlage wählte Vaccai kurze Gedichte Metastasios, eines der bedeutendsten Librettisten des Settecento.
In der Folge wurde das Werk auch ins Deutsche und ins Englische übersetzt. Es besteht aus 15 Lektionen, jeweils in Form von kurzen Liedern für Gesang und Klavier. Die ersten fünf Lektionen beschäftigen sich mit dem Legato auf verschiedenen Intervallen. Die weiteren Lektionen behandeln Koloratur, Verzierungen, Portamenti und das Rezitativ.
Heute gehört der Metodo Pratico zu den am weitesten verbreiteten Schulen des klassischen Gesangs und ist in drei Ausgaben für die verschiedenen Tonlagen im Druck erhältlich.

## Werke

### Opern
- I solitari di Scozia (Neapel, Teatro Nuovo, 18. Februar 1815)
- Malvina (Venedig, Teatro San Benedetto, 8. Juni 1816)
- Il lupo di Ostenda, ossia L’innocenza salvata dalla colpa (Venedig, Teatro San Benedetto, 17. Juni 1818)
- Pietro il grande, ossia Un geloso alla tortura (Parma, Teatro Ducale, 17. Januar 1824)
- La pastorella feudataria (Turin, Teatro Carignano, 18. September 1824)
- Zadig ed Astartea (Neapel, Teatro San Carlo, 21. Februar 1825)
- Giulietta e Romeo (Mailand, Teatro della Canobbiana, 31. Oktober 1825)
- Bianca di Messina (Turin, Teatro Regio, 20. Januar 1826)
- Il precipizio, o Le fucine di Norvegia (Mailand, Teatro alla Scala, 16. August 1826)
- Giovanna d’Arco (Venedig, Teatro La Fenice, 17. Februar 1827)
- Saladino e Clotilde (Mailand, Teatro alla Scala, 4. Februar 1828)
- Alexi (Neapel, Teatro San Carlo, 6. Juli 1828)
- Saul (Neapel, Teatro San Carlo 11. März 1829, komponiert 1825 oder 1826)
- Giovanna Grey (Mailand, Teatro alla Scala, 23. Februar 1836)
- Marco Visconti (Turin, Teatro Regio, 27. Januar 1838)
- La sposa di Messina (Venedig, Teatro La Fenice, 2. März 1839)
- Virginia (Rom, Teatro Apollo, 14. Januar 1845)

### Musikpädagogische Werke
- Nicola Vaccai: Metodo pratico di canto italiano, Frankfurt, C. F. Peters; dt. Praktische Schule des Italienischen Gesangs, München, Ricordi & Co., Nachdruck unter ISMN 979-0-20422637-5 (Suche im DNB-Portal)